# Whitefish Lake, Thunder Bay District
Whitefish Lake är en sjö i Kanada.   Den ligger i Thunder Bay District och provinsen Ontario, i den sydöstra delen av landet, 1 100 km väster om huvudstaden Ottawa. Whitefish Lake ligger 403 meter över havet. Arean är 30 kvadratkilometer. Den sträcker sig 5,0 kilometer i nord-sydlig riktning, och 11,4 kilometer i öst-västlig riktning.
I omgivningarna runt Whitefish Lake växer i huvudsak blandskog. Trakten runt Whitefish Lake är nära nog obefolkad, med mindre än två invånare per kvadratkilometer.